# 青森灣

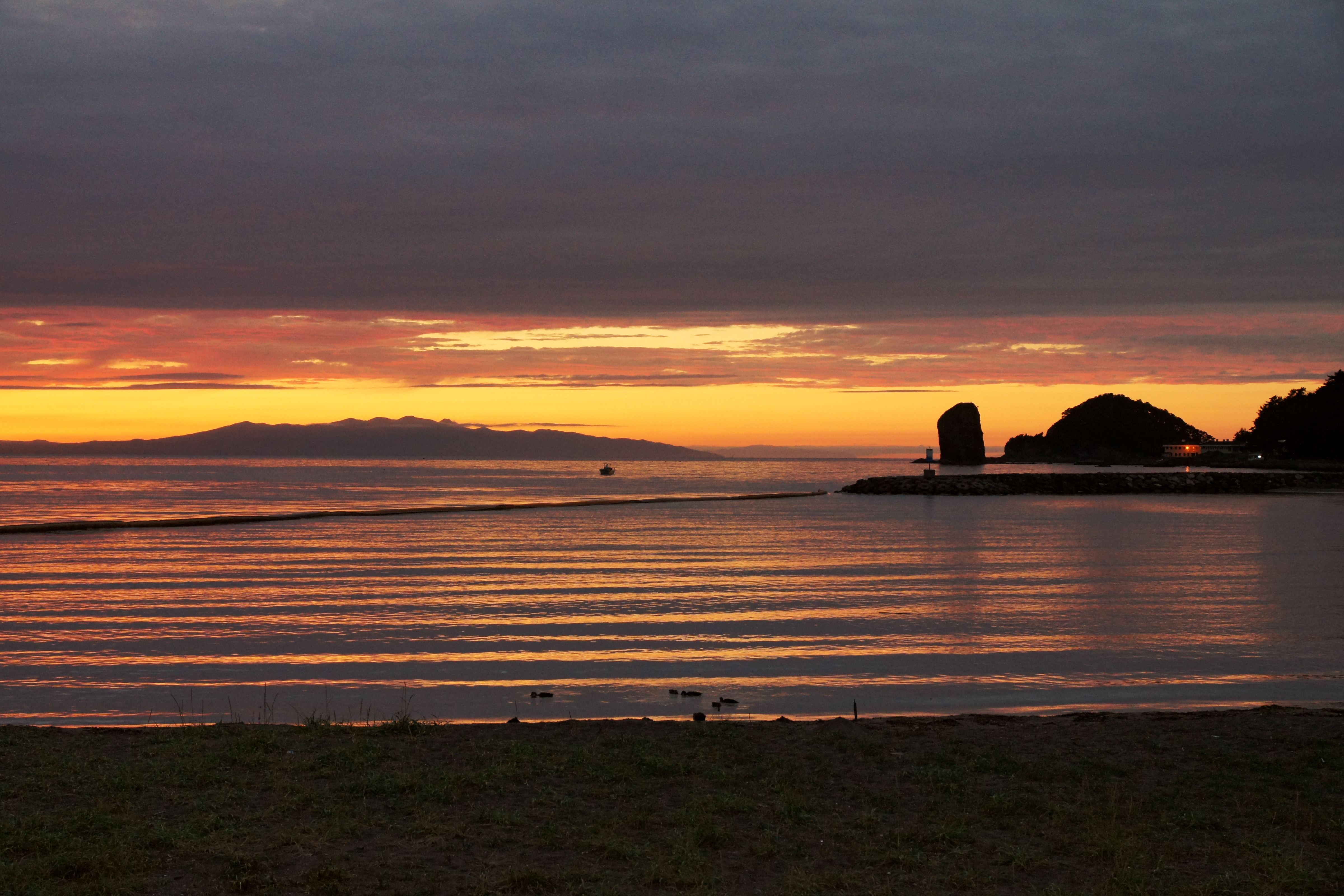
青森灣

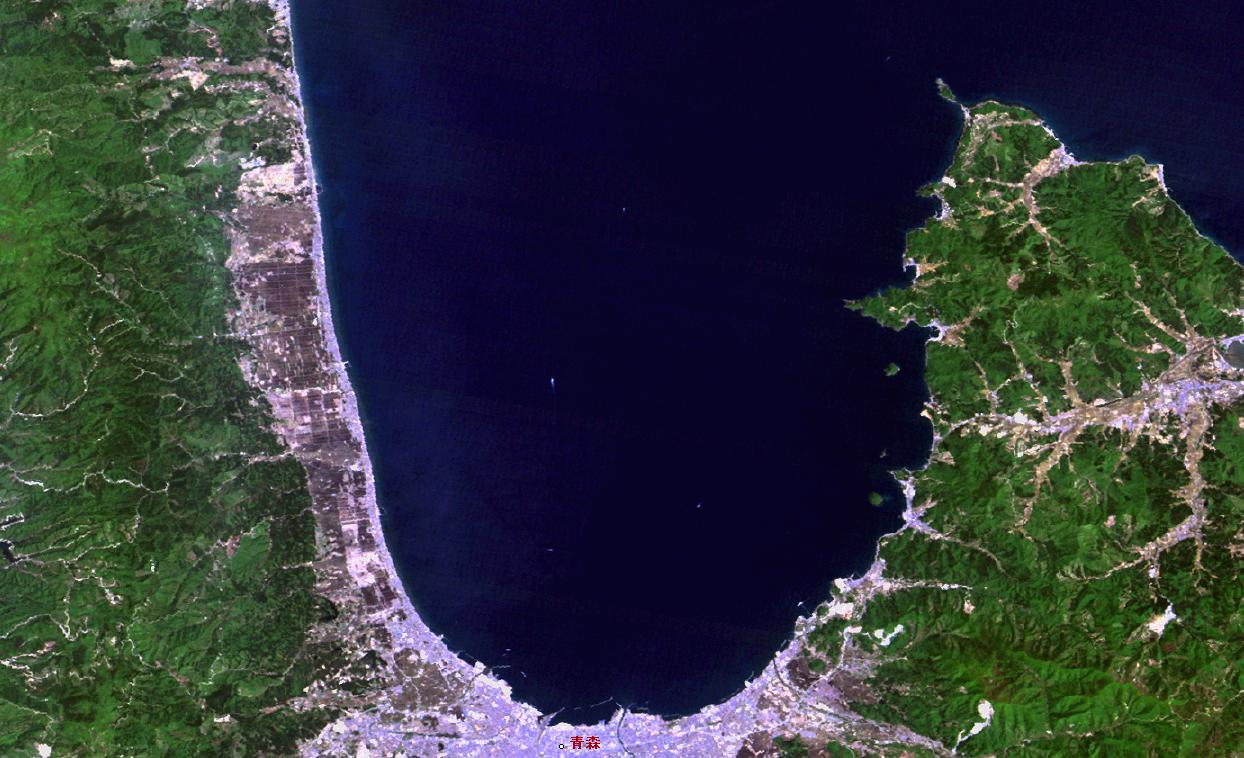
青森灣衛星圖片

青森灣（日语：／ Aomori wan */?），位于陸奧灣西部的內灣。東西部分別為夏泊半島和津輕半島，南部為青森平原。有堤川，野內川，新城川等河流流入。北向開口，弘前藩于1624年設置的青森港位于海灣南岸。
由于灣內是大頭鱈的產卵地，使得灣口平館海峽附近形成優良的天然漁場。過去還可在灣內捕獲沙丁魚，但隨著捕魚量的減少，20世紀70年代開始活躍的扇貝養殖已成為灣內漁業的主力。

## 関連項目
- 陸奧灣
- 青森港
- 平館海峽